# Resovia Sacra
Resovia Sacra – rocznik ukazujący się od 1994 roku w Rzeszowie wydawany przez Instytut Teologiczno-Pastoralny im. św. Józefa Sebastiana Pelczara. 
Tematyka czasopisma skupia się przede wszystkim na zagadnieniach związanych z teologią i filozofią.

## Punktacja czasopisma
W wykazie czasopism naukowych Ministerstwa Edukacji i Nauki z 9 lutego 2021 r. Resovia Sacra uzyskała 40 punktów.